# Cosmos 31
Cosmos 31 (en cirílico, Космос 31) fue un satélite artificial soviético perteneciente a la clase de satélites DS (en concreto, era un DS-MT, el primero de su tipo) y lanzado el 6 de junio de 1964 mediante un cohete Kosmos-2I desde Kapustin Yar.

## Objetivos
El objetivo de Cosmos 31 fue probar sistemas de orientación basados en girodino y estudiar las variaciones en la intensidad de los rayos cósmicos.

## Características
Cosmos 31 tenía una masa de 325 kg y reentró en la atmósfera el 20 de octubre de 1964. El satélite fue inyectado en una órbita con un perigeo de 221 km y un apogeo de 485 km, con una inclinación orbital de 48,9 grados y un período de 91,7 minutos.